# نهائي كأس إسبانيا 1944
```
نهائي كأس إسبانيا 1944
  هو النهائي 42 . لعبت المباراة النهائية في 
ملعب لويس كومبانيس الأولمبي
 
ببرشلونة
 ، في 25 جوان 1944 ، وفاز بها 
أتلتيك بيلباو
 بعد تغلبه على 
نادي فالنسيا
 2-0 .
```